# Gurwal Coïc-Gallas
Gurwal Coïc-Gallas est un ingénieur du son et un monteur son français.

## Biographie
Il sort diplômé de l'École nationale supérieure Louis-Lumière, département son, en 2000.

## Filmographie (sélection)
- 2008 : Astérix aux Jeux olympiques de Frédéric Forestier et Thomas Langmann
- 2010 : Gainsbourg, vie héroïque de Joann Sfar
- 2011 : Toutes nos envies de Philippe Lioret
- 2013 : 9 mois ferme d'Albert Dupontel
- 2014 : Bébé tigre de Cyprien Vial
- 2017 : Au revoir là-haut d'Albert Dupontel
- 2024 : Flow de Gints Zilbalodis

## Distinctions

### Nominations
- César 2018 : César du meilleur son pour Au revoir là-haut
- César 2021 : César du meilleur son pour Adieu les cons